# Татнефтепром
Открытое акционерное общество «Татнефтепром» (РТС:TNFP) — крупнейшая малая нефтяная компания республики Татарстан, которая занимается разработкой трудноизвлекаемых залежей высокосернистой, парафинистой, высоковязкой нефти и её переработкой. Доля Татнефтепрома в общем объёме добычи нефти малыми нефтяными компаниями Татарстана составляет 11 %.

## История
Начало «Татнефтепрому» было положено в 1988 году, когда в республике приняли решение приступить к разработке залежей нефти, неподдающихся извлечению традиционными методами.

## Деятельность
ОАО «Татнефтепром» ведёт добычу нефти на территории четырёх административных районов республики Татарстан нефтегазодобывающими управлениями «Черемшаннефть», «Карабашнефть» и Зюзеевским нефтегазодобывающим промыслом. С учётом дочернего предприятия «Татнефтепром-Зюзеевнефть» в 2007 году компания добыла 679,3 тыс. тонн нефти.